# Чарльз Форсайт
Чарльз Форсайт (англ. Charles Forsyth, 10 січня 1885 — 24 лютого 1951) — британський плавець і ватерполіст.
Олімпійський чемпіон 1908 року.